# Hit’n’Hot Music
Hit’n’Hot Music – polska wytwórnia płytowa z siedzibą w Michałowicach, specjalizująca się w wydawaniu muzyki dance, klubowej i pop, a od 2007 roku również disco polo.
Hit’n’Hot Music Group dzieli się na trzy oddziały:
- Hit’n’Hot Music,
- Best Music,
- Polmagic.

Firma był również wydawcą miesięcznika muzycznego Music Zone oraz portalu dla DJ-ów - DJZone.pl. Wydawnictwo charakteryzuje się tym, że bardzo często artyści wydają w nim swoje single.

## Wykonawcy
- Mega Dance
- Tomasz Niecik
- Tropic
- Skalar
- Diament
- Mega Jump
- Long & Junior
- Fantastic Boys
- Marvel
- Maxi Dance
- Bobi
- Star Dance
- Avanti
- V.I.P.
- D-Bomb
- MC Makler
- Meffis
- Vertus
- Exar
- Marco Van DJ
- Failies
- Jam.Boxx
- Sumptuastic
- Q-Bass & MP Project
- Second Impact
- New Ace